# Willem I van Holland
Willem I (1168 – 4 februari 1222) was graaf van Holland. Hij was een jongere zoon van graaf Floris III en Ada van Huntingdon en volgde in 1204 in een omstreden opvolging met zijn nicht Ada van Holland zijn eind 1203 gestorven broer Dirk VII op.

## Jeugd
Willem I was de derde zoon van graaf Floris III en Ada van Huntingdon. Hij werd vernoemd naar zijn oom de Schotse koning William the Lion. In 1180 werd hij genoemd als getuige in een Vlaamse oorkonde en in 1189 begeleidde hij zijn vader en oom Otto I van Bentheim in het gevolg van keizer Frederik Barbarossa bij de Derde Kruistocht. De keizer verdronk tijdens die kruistocht op 10 juni 1190 in een bergrivier, wat het leger erg demotiveerde. Enkele maanden later overleed graaf Floris aan een besmettelijke ziekte. Willem sloot zich aan bij wat er van het keizerlijke leger nog over was onder aanvoering van Frederik IV van Zwaben, de zoon van de verdronken keizer. Ze trokken verder naar het Heilige Land en versterkten vanaf oktober 1190 daar de gedemoraliseerde belegeraars van Akko. De stad viel na de komst van Richard Leeuwenhart en koning Filips II van Frankrijk in juli 1191, maar er ontstond onenigheid over de verdeling van de oorlogsbuit tussen de Engelsen en de Fransen. De Hollanders besloten toen naar huis terug te keren. Willem keerde in september 1191 als ervaren krijgsman terug in Holland. Enkele jaren later liepen meningsverschillen met zijn oudere broer Dirk VII, die hun vader Floris III als graaf van Holland was opgevolgd, hoog op. Willem zocht daarop steun bij de altijd tot opstand bereid zijnde Friezen in West-Friesland. Omdat Dirk op dat moment niet in het land was, trok zijn vrouw gravin Aleid met een leger naar West-Friesland. In november 1195 kwam het nabij Alkmaar tot een treffen tussen de gravin en haar zwager Willem. Aleid wist de slag naar haar hand te zetten door de leiders van Niedorp en Winkel om te kopen. Ze gingen er vandoor, waarna Willem niet veel anders kon doen dan vluchten. Uiteindelijk werd de ruzie tussen beide broers na bemiddeling van hun ooms bijgelegd, en kreeg Willem het bestuur over het graafschap Midden-Friesland.

## Graaf van Friesland
Willem van Holland kreeg als graaf in Friesland met zijn zuidelijke buur Hendrik van Kuinre, bijgenaamd De Kraan, te maken. Deze lokale edelman, burggraaf van Kuinre voor de Utrechtse bisschop, hield al sinds 1187 plundertochten in het zuiden van Midden-Friesland en beroofde kooplui die langs zijn burcht voeren. Willem richtte een eigen burcht op bij Oosterzee en trok vandaar in 1197 met een leger naar Kuinre. Daar nam hij de Kuinderburcht in en vernietigde die grondig. Dirk van Holland, bisschop-elect van Utrecht en oom van Willem en Dirk VII, was onderweg naar Rome om gewijd te worden en kon dus niet reageren. Graaf Dirk VII van Holland verving zijn oom gedurende diens afwezigheid en beheerste het Sticht vanuit het kasteel Ter Horst bij Rhenen. Willem wilde zijn actie bij zijn broer verdedigen, ondanks dat zijn moeder hem dat afraadde, maar werd in Ter Horst door Hendrik van Kuinre gevangen genomen. Willem ontsnapte echter in de strenge winter van 1197 en vluchtte naar graaf Otto I van Gelre, een tegenstander van Dirk VII. Begin 1198 trouwde Willem te Stavoren met de nog maar 10-jarige Aleid van Gelre, de dochter van zijn gastheer.

## Strijd om Holland
Dirk VII overleed in 1203. Zijn dochter Ada was zijn enige erfgenaam. Zijn weduwe Aleid liet haar onmiddellijk trouwen met Lodewijk II van Loon om zelf macht in het graafschap te behouden. Tot grote verontwaardiging van diverse edelen en de monniken van Egmond lag Dirk VII nog opgebaard terwijl het huwelijk van zijn dochter al gevierd werd. Willem kreeg van zijn schoonzuster geen vrijgeleide om zijn broer in Egmond de laatste eer te bewijzen. Willem maakte ook aanspraken op de opvolging in Holland en verzamelde een groep oude vrienden onder de adel om zich heen om zijn claim kracht bij te zetten. Zo ontstond wat later de Loonse Oorlog werd genoemd. In het begin had Willem de overhand en wist hij Ada gevangen te nemen op de burcht van Leiden en Lodewijk en Aleid te verjagen uit Holland. Zij vluchtten naar Utrecht. Willem zond Ada ter bewaking naar koning Jan zonder Land van Engeland.
Lodewijk vormde in 1204 een sterk bondgenootschap met de bisschoppen van Utrecht en Luik, en de graven van Vlaanderen, Namen, Ahr en Berg. Met deze steun kon Lodewijk bijna het gehele graafschap Holland heroveren. Maar het lukte Lodewijk niet om zijn bondgenoten te behouden en in 1205 en 1206 kon Willem stukje bij beetje zijn verloren gebieden weer terugwinnen. In 1206 werd een vrede gesloten waarbij Holland werd verdeeld: Willem kreeg een bedrag uit de tol van Geervliet, enkele eilanden van Zeeland beoosten Schelde en een deel van Holland, met name de zuidelijke Grote Waard) en Lodewijk kreeg het noordelijk deel van Holland. De rivier de Maas vormde vermoedelijk de grens. In de praktijk kreeg Willem het snel voor het zeggen in het hele graafschap Holland en heeft Lodewijk geen poging meer ondernomen om hier iets aan te veranderen. Nadat Willem al door zijn gelijken in 1208 graaf van Holland was genoemd, erkende in 1213 keizer Otto IV van Brunswijk hem als graaf van geheel Holland.

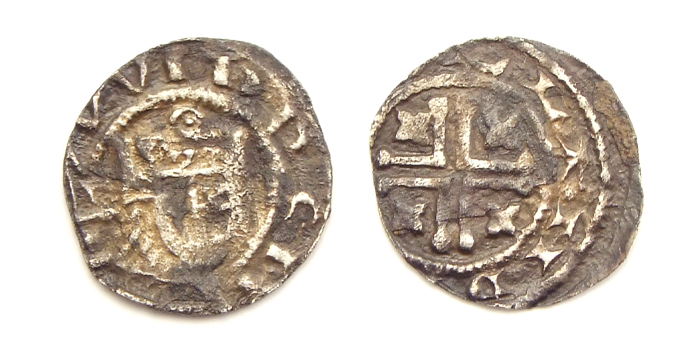
Holland, Penning, geslagen door Willem I als Graaf van Holland tussen 1212 en 1222.

## Graaf van Holland
Het bestuur van Willem is van belang geweest voor de ontwikkeling van Holland als handelsland. Zijn broer Dirk VII was begonnen met het regelen van invoerrechten voor buitenlandse kooplieden via de kring van tollen die hij langs de rivieren die Holland binnenstroomden. Daarbij bevoordeelde hij handelssteden als Dordrecht. Graaf Willem erkende de door Dirk gegeven stadsrechten aan Geertruidenberg (1213), Middelburg (1217), Zierikzee (1219?) en Dordrecht (1220) en Leiden en breidde ze uit, waarbij Dordrecht (dat al kort na 1195 en even voor 1200 keuren had ontvangen) het keurrecht kreeg. De stad kon zo als dat nodig was haar eigen rechten uitbreiden zonder dat er toestemming van de graaf nodig was. Het was voor het eerst dat een Hollandse stad zulk recht kreeg. Willem I begon aan een ‘doelbewust programma van landwinst-door-bedijking en waterschapsvorming’. Zo was hij als graaf van Friesland onder andere betrokken bij de bedijking van de Friese veenstreken en als graaf van Holland bij een doortrekking van de Gouwe tot aan de Rijn bij Alphen aan den Rijn. Het is aannemelijk zijn dat er onder het bestuur van Willem I begonnen werd aan de aanleg van de Diefdijk, ter bescherming van de Betuwe. Daarbij heeft hij een aandeel hebben gehad in de totstandkoming van de Grote of Hollandse Waard, door de afdamming van de Oude Maas en de aanleg van een ringdijk, die in 1283 werd voltooid.
In 1214 vocht Willem met keizer Otto IV mee in de Slag bij Bouvines. Nadat deze slag door de keizer was verloren, gaf de graaf zijn steun aan Roomskoning Frederik II van Hohenstaufen. In 1216 nam Willem deel aan de expeditie van, toen nog prins, Lodewijk VIII van Frankrijk naar Engeland. In reactie daarop erkende de Engelse koning Jan kort voor zijn dood (1216) Lodewijk van Loon weer als graaf van Holland, maar deze overleed voor hij daar wat mee kon doen (1218). Het lukte Jan wel om Willem te laten excommuniceren.

### Vijfde Kruistocht

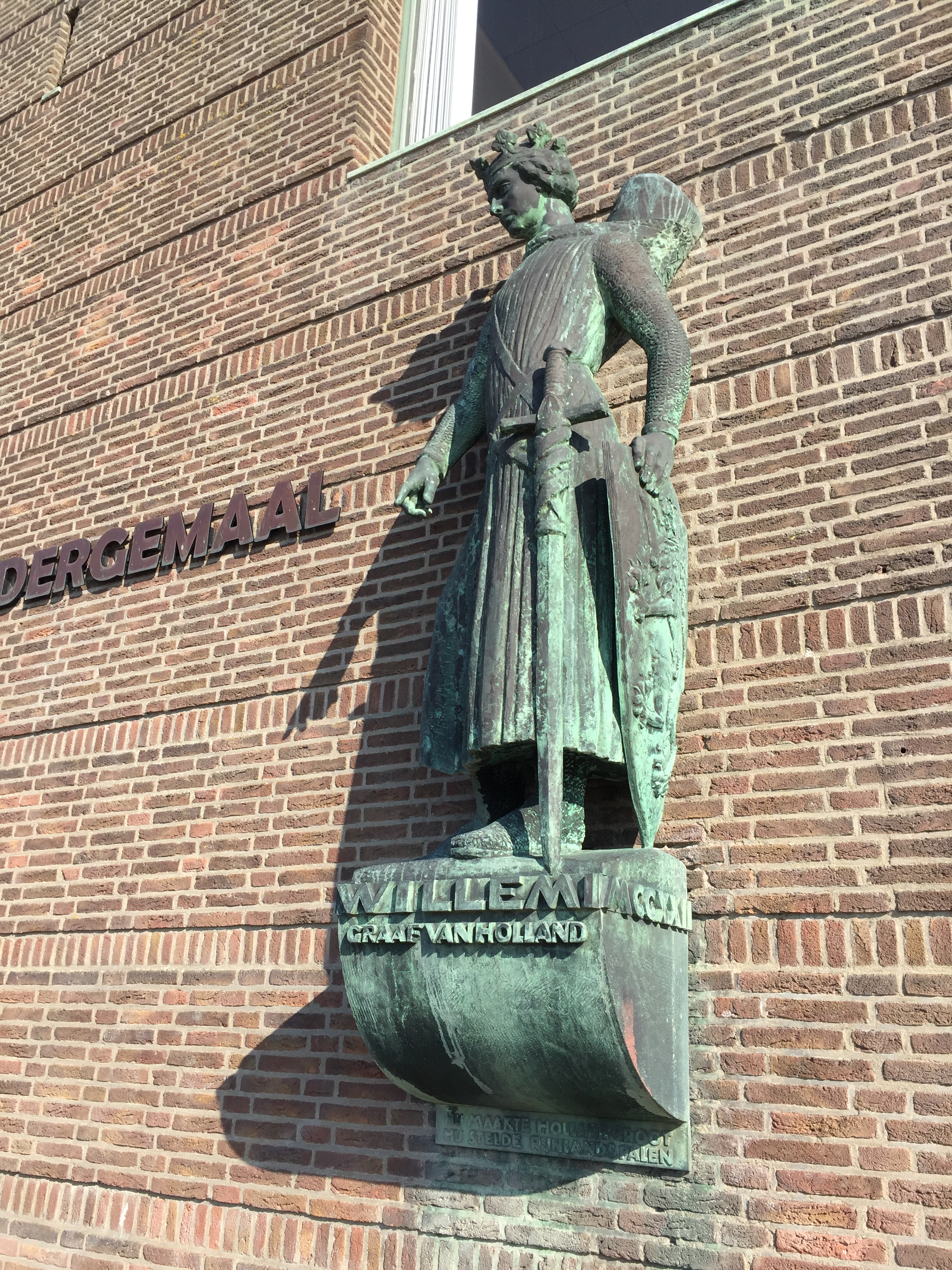
Sculptuur van graaf Willem I op het Koning Willem-Alexandergemaal, Katwijk, (Oswald Wenckebach, 1954)

Om zijn excommunicatie ongedaan te maken nam Willem deel aan de Vijfde Kruistocht. Als een van de commandanten van een leger van Friezen, Hollanders en Vlamingen zeilde Willem in juni 1217 via Engeland langs de Europese kust op weg naar het Heilige Land. Vanwege een storm werd de vloot uit elkaar geslagen en kwam pas weer bij elkaar in Lissabon. De bisschop van Lissabon wist de kruisridders over te halen hem te helpen in de strijd tegen de nog steeds bestaande Moorse aanwezigheid in zijn land. Willem I en zijn medeaanvoerder en hun mannen gaven gehoor aan dit verzoek, maar de Friezen hielden zich aan hun kruisvaartgelofte en voeren door. Op 30 juli 1217 begon de aanval op Alcácer do Sal, een Moors fort zo'n 70 km van Lissabon, met hulp van een leger van Portugezen en groepen Tempeliers, Hospitaalridders en de Orde van Santiago van het Zwaard. Na een zware belegering gaven de Moren van Alcácer zich op 21 oktober 1217 over. De overlevenden werden alle tot slaaf gemaakt en verkocht, tenzij ze zich tot het christendom bekeerden. De kerk probeerde de kruisvaarders op het Iberisch schiereiland te houden om in het volgende jaar tegen de Spaanse Moren op te trekken. Willem had daar wel oren naar en vroeg paus Honorius III om toestemming en ontheffing van de eerder gedane kruistochtgelofte. De paus weigerde dit verzoek en verplichtte hen op weg naar Akko te gaan. Willem overwinterde met nog maar een deel van de vloot in Portugal en zou in 1218 de eerder doorgevaren Friezen volgen.
Niet lang na Pasen 1218 (15 april) kwam Willem met de Friezen, Hollanders en Duitsers aan in Akko, waar de andere kruisridders zich reeds hadden verzameld. Besloten werd om de Noord-Egyptische stad Damiate te veroveren, zodat daarna de rest van het door de Ayyubiden geregeerde rijk kon worden ingenomen. Op 27 mei 1218 kwamen de kruisridders aan bij Damiate en veroverden op ingenieuze wijze eind augustus de Kettingtoren, die de stad aan de Nijl beschermde. Tot en met de zomer van 1219 werd er gevochten tussen de kruisvaarders en de nieuw Egyptische Sultan al-Kamil. Toen de verovering niet opschoot en de belegerden het steeds benauwder kregen, stelde de sultan voor de belegering van Damiate af te breken in ruil voor Jeruzalem en allerlei andere gunstige voorwaarden. De meeste kruisridders waren ingenomen met dit voorstel, maar de geestelijke ridderorden wisten de pauselijke afgezant Pelagius over te halen dit te weigeren. Niet door onderhandelingen, maar door strijd moest Jeruzalem worden ingenomen. Voor graaf Willem was de maat vol en hij vertrok (misschien gewond tijdens de laatste gevechten, waarbij zijn medebevelhebber was gesneuveld) op 14 september terug naar huis. Op 5 november 1219 viel de stad in handen van de kruisvaarders. Opnieuw stelde al-Kamil een ruil voor maar weer zonder resultaat. Door een verwarring van beide voorstellen is wel gedacht dat Willem I nog betrokken was bij de val van de stad.
Terug in Holland bleek dat zijn vrouw gravin Aleid (12 februari 1218) was overleden. Willem hertrouwde in 1220 met de weduwe van keizer Otto IV, en overleed korte tijd later op 4 februari 1222. Hij is begraven in de abdij van Rijnsburg.

## Huwelijken en kinderen
Willem I huwde begin 1198 te Stavoren met Aleid van Gelre (ca. 1187 – 1218), oudste dochter van Otto I van Gelre. Uit dit huwelijk werden vijf kinderen geboren:
- Ada (1208 – 1258), abdis van Rijnsburg
- Floris IV (1210 – 1234), opvolger van zijn vader
- Willem (1212 – 1238) overleden tijdens een toernooi[12]
- Otto (1214 – 1249), bisschop van Utrecht
- Ricardis (1216 – 3 januari 1262)

Willem huwde voor een tweede maal in juli 1220 met Maria van Leuven. Dit huwelijk is kinderloos gebleven.

## Voorouders
| Voorouders van Willem I van Holland | Voorouders van Willem I van Holland                                              | Voorouders van Willem I van Holland                                              | Voorouders van Willem I van Holland                                          | Voorouders van Willem I van Holland                                          | Voorouders van Willem I van Holland                                                   | Voorouders van Willem I van Holland                                                   | Voorouders van Willem I van Holland                                               | Voorouders van Willem I van Holland                                               |
| ----------------------------------- | -------------------------------------------------------------------------------- | -------------------------------------------------------------------------------- | ---------------------------------------------------------------------------- | ---------------------------------------------------------------------------- | ------------------------------------------------------------------------------------- | ------------------------------------------------------------------------------------- | --------------------------------------------------------------------------------- | --------------------------------------------------------------------------------- |
| Overgrootouders                     | Floris II van Holland (1084 – 1122) ∞ 1106 Petronilla van de Elzas (1084 – 1144) | Floris II van Holland (1084 – 1122) ∞ 1106 Petronilla van de Elzas (1084 – 1144) | Otto I van Salm (1085 – 1148) ∞ 1115 Geertruid van Northeim (-1151)          | Otto I van Salm (1085 – 1148) ∞ 1115 Geertruid van Northeim (-1151)          | David I van Schotland (ca. 1080 – 1153) ∞ 1114 Mathilda van Northumbria (1074 – 1131) | David I van Schotland (ca. 1080 – 1153) ∞ 1114 Mathilda van Northumbria (1074 – 1131) | William II van Warenne (1070 – 1138) ∞ 1118 Isabella van Vermandois (1081 – 1131) | William II van Warenne (1070 – 1138) ∞ 1118 Isabella van Vermandois (1081 – 1131) |
| Grootouders                         | Dirk VI van Holland (1108 – 1157) ∞ 1135 Sophia van Rheineck (1117 – 1176)       | Dirk VI van Holland (1108 – 1157) ∞ 1135 Sophia van Rheineck (1117 – 1176)       | Dirk VI van Holland (1108 – 1157) ∞ 1135 Sophia van Rheineck (1117 – 1176)   | Dirk VI van Holland (1108 – 1157) ∞ 1135 Sophia van Rheineck (1117 – 1176)   | Henry van Huntingdon(1114 – 1152) ∞ 1139 Ada van Warenne (1125 – 1178)                | Henry van Huntingdon(1114 – 1152) ∞ 1139 Ada van Warenne (1125 – 1178)                | Henry van Huntingdon(1114 – 1152) ∞ 1139 Ada van Warenne (1125 – 1178)            | Henry van Huntingdon(1114 – 1152) ∞ 1139 Ada van Warenne (1125 – 1178)            |
| Ouders                              | Floris III van Holland (1136 – 1190) ∞ 1162 Ada van Huntingdon (1147 – 1208)     | Floris III van Holland (1136 – 1190) ∞ 1162 Ada van Huntingdon (1147 – 1208)     | Floris III van Holland (1136 – 1190) ∞ 1162 Ada van Huntingdon (1147 – 1208) | Floris III van Holland (1136 – 1190) ∞ 1162 Ada van Huntingdon (1147 – 1208) | Floris III van Holland (1136 – 1190) ∞ 1162 Ada van Huntingdon (1147 – 1208)          | Floris III van Holland (1136 – 1190) ∞ 1162 Ada van Huntingdon (1147 – 1208)          | Floris III van Holland (1136 – 1190) ∞ 1162 Ada van Huntingdon (1147 – 1208)      | Floris III van Holland (1136 – 1190) ∞ 1162 Ada van Huntingdon (1147 – 1208)      |
| Willem I van Holland (1168 – 1222)  |                                                                                  |                                                                                  |                                                                              |                                                                              |                                                                                       |                                                                                       |                                                                                   |                                                                                   |